# Cesare Casirago
Cesare Casirago (Milano, 15 febbraio 1909 – Varese, 30 luglio 1971) è stato un calciatore italiano, di ruolo portiere.

## Carriera
Giocò in Serie A con la maglia del Bari.

## Palmarès

### Club

#### Competizioni nazionali
- Seconda Divisione: 1

Vogherese: 1928-1929